# Stormworks: Build And Rescue
Stormworks: Build And Rescue är ett simuleringsvideospel utvecklat och publicerat av den brittiska studion Geometa (tidigare känt som Sunfire Software). Spelet släpptes som en tidig åtkomsttitel i februari 2018 för Windows och Mac och får frekventa uppdateringar via Steam. Den lämnade tidig åtkomst den 17 september 2020.

## Spel

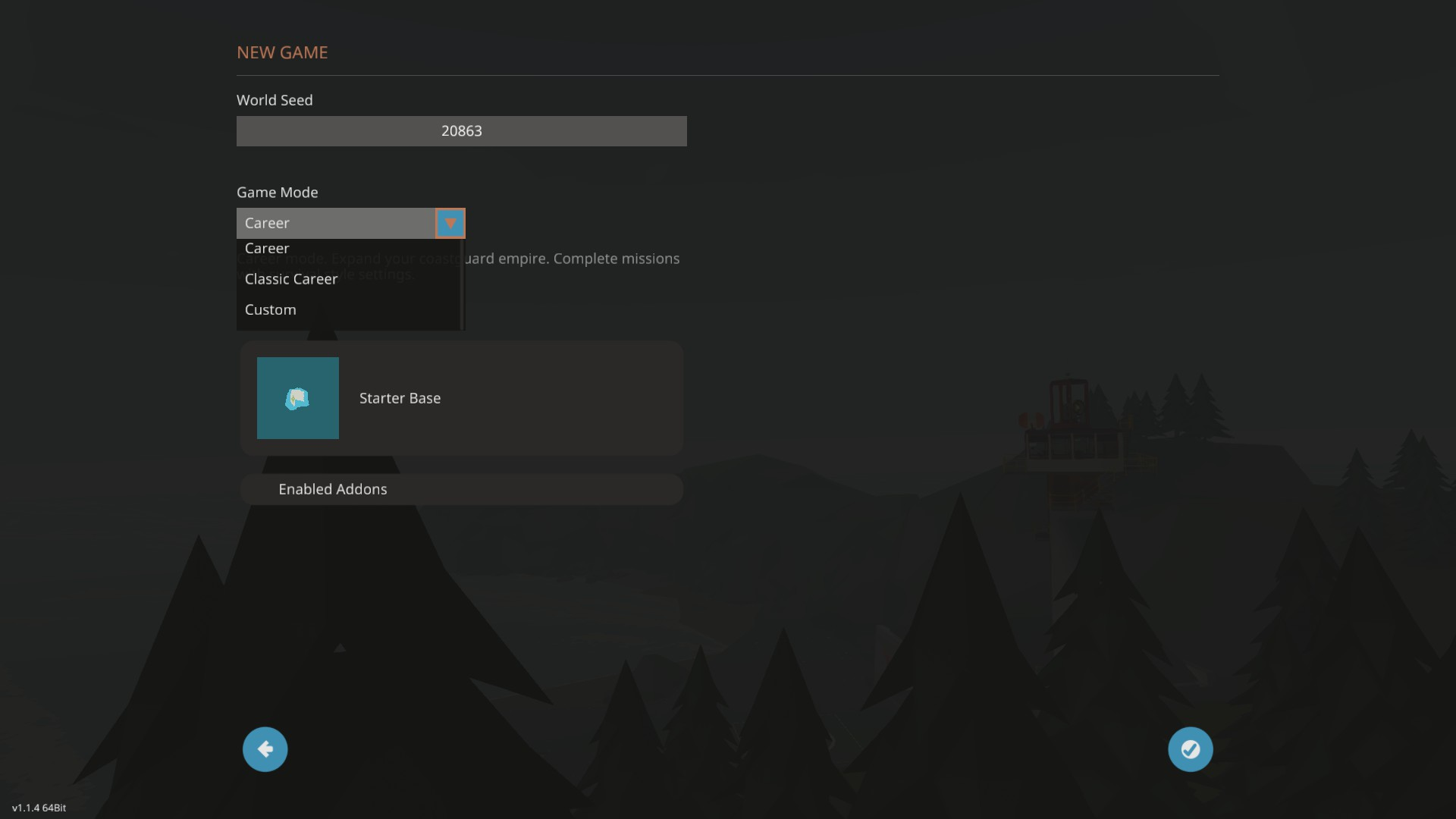
Världsskapande meny med ett slumpmässigt genererat världsfrö och rullgardinsmenyn för spelläge.

Spelet spelas på en slumpmässigt genererad fysiklekplats i öppen värld, som mestadels består av hav och små öar. Spelet kretsar kring temat att driva en kustbevaknings/räddningstjänst med en mängd olika fordon, som spelaren kan bygga på en "Arbetsbänk" med ett sortiment av block, motorer, sensorer och specialutrustning. När spelaren utforskar världen skapas kartan i spelet, där de snabbt kan resa till platser de har upptäckt. Dessa fordon, allt från flygplan och helikoptrar till båtar, markfordon och tåg kan användas av spelaren för att slutföra olika uppdrag för att tjäna valuta i spelet. Den har för närvarande tre lägen: Karriär, Kreativ och Klassisk karriär där spelare kan välja från en rad inställningar.

### Karriärsläge
I karriärläget får spelarna kontroll över en startö som innehåller ett litet båtvarv, en enkel båt och ett litet hus. Spelare kommer att behöva slutföra uppdrag för att tjäna pengar för att bygga nya fordon. Spelaren kan resa till andra öar och köpa dem när de har tillräckligt med pengar i spelet. Dessa köpbara öar ger vanligtvis ett större byggnadsutrymme eller någon form av specialiserat byggnadsutrymme (t.ex. har Camodo Island en exklusiv järnvägsgård där tåg kan byggas). Inom karriärläget finns det många variabler, inklusive att möjliggöra enbart vara i förstaperson och att ha begränsat bränsle, eller att ändra dagsljustider. En liten utmaning inom karriären är att råolja kan köpas för att senare raffineras för att sedan säljas för pengar.

### Karriärläge klassiskt
Karriärläge klassiskt är tänkt att likna karriärläget under Early Access. Karriärklassikern beter sig som karriärläge, med den största skillnaden är att komponenter måste låsas upp med hjälp av forskningspunkter innan de kan användas i fordon. Dessutom är hela kartan täckt, och området måste utforskas innan det visas på kartan.

### Kreativt läge
Kreativt är ett sandlådespelläge där spelarna inte begränsas av resurser; de kan skapa fordon med hjälp av "editorn" och får tillgång till en ö med ett stort varv och en stor hangar som gör att mycket stora fordon kan byggas. Efter de senaste uppdateringarna har det blivit möjligt för spelare att välja sina standardbaser, inklusive en heliport, fastlandsö (flygplats eller hamnbas) med ett litet båtvarv bland andra baser. Spelet stöder också Steam Workshop för att ladda ner och ladda upp "community-made" fordon och ladda ned dem direkt i spelet. I 1.0-uppdateringen döptes läget om till anpassat läge. 

### Erövringsläge
Erövrings-läget lades till med tillägget av den första betalda DLC. Detta läge kan aktiveras i skapande-menyn och kan kombineras med karriär- eller kreativt läge. Detta lägger till möjligheten att beväpna fordon, och en mer stridsinriktad upplevelse, vid sidan av räddningsuppdragen. DLC lade till både spelarhållna och fordonsmonterade vapen, som automatkanoner och maskingevär.

### Uppdrag
Det finns en mängd olika uppdrag, allt från leveransuppdrag till räddnings- och brandbekämpningsuppdrag. Uppdragen genereras över tid och kommer att löpa ut när deras tidsgräns har nåtts; om en spelare inte har några aktiva uppdrag kan de återvända till sitt hus och sova tills nya uppdrag dyker upp. En 'säng'-komponent finns också tillgänglig som kan monteras på fordon (vanligtvis stora fartyg med stora utrymmen) där spelaren kan gå och sova. Vissa uppdrag kräver antingen specifika komponenter eller fordon för att slutföra dem. Brandbekämpningsuppdrag kommer att kräva ett fordon som kan hantera branden, och stora evakueringsuppdrag kommer att kräva fordon med tillräckligt stor kapacitet för att eskortera alla strandade karaktärer till säkerhet. Inom 1.0-uppdateringen ändrades uppdragen för att skapas procedurmässigt och uppdragsredigeraren som användes för spelaruppdrag ändrades från ett enkelt system till ett system som använder Lua för att skapa fordon, objekt och föremål i uppdraget.

### Bygga

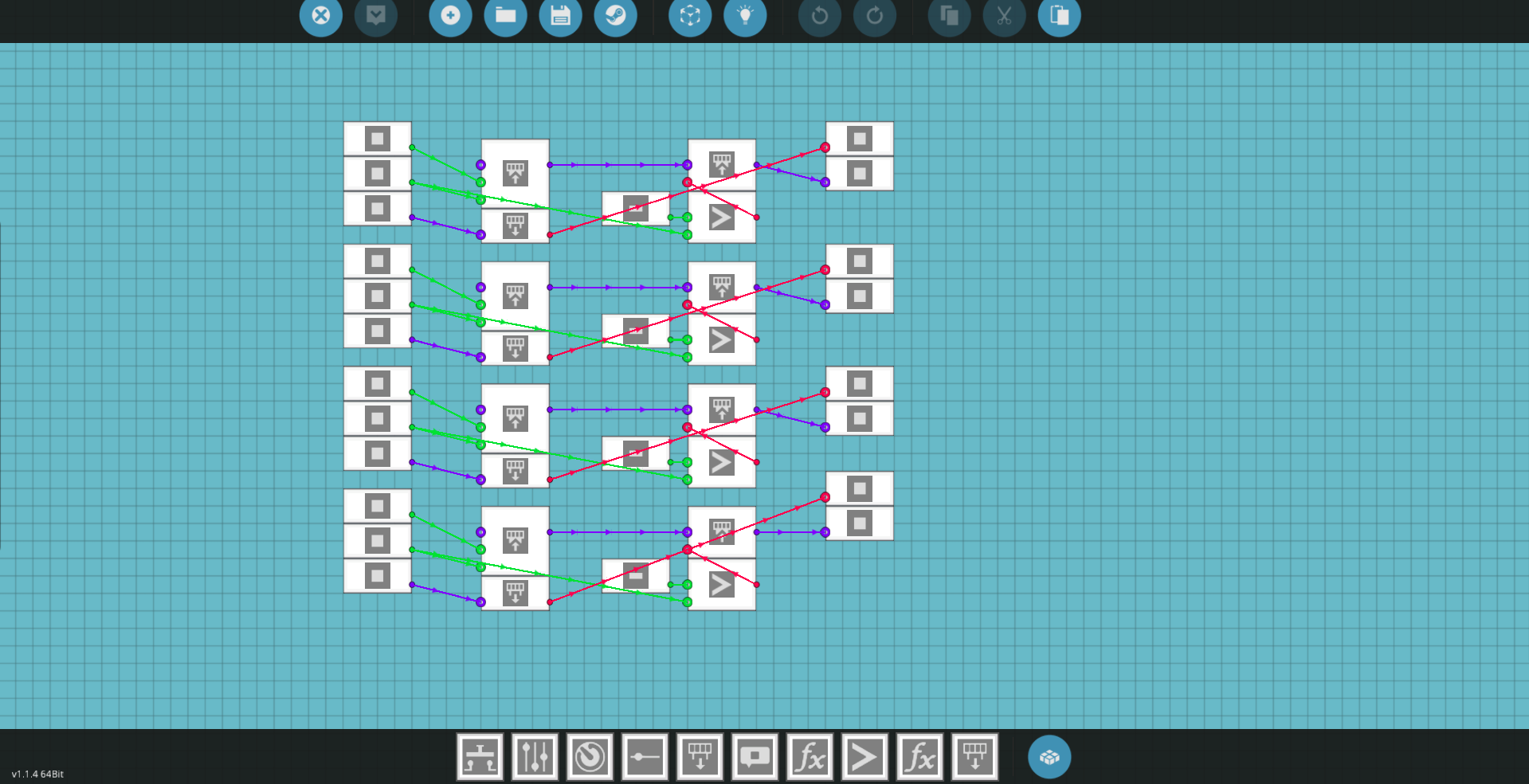
En skärmdump av mikrokontrollerredigeraren i spelet, med en liten logikkrets inuti.

Byggnaden i Stormworks arbetar med ett voxelbaserat byggsystem. Spelare kommer att skapa fordon genom att placera (främst) kub- och kilformade delar för att bilda strukturen av ett fordon med flytkraften som beräknas av storleken och formen på skrovet, flygkroppen eller karossen. När en spelare har skapat strukturen för sitt fordon måste de lägga till komponenter som motorer, roder och "pilotsäten" och programmera dem med hjälp av ett system av logiska grindar. Spelet har stöd för land, hav, luft och fordon tillsammans med ubåtar och tåg, med specifika komponenter som "aerofoils" och "gyro" för att stödja de olika typerna av fordon. Dessa fordon kan skapas på arbetsbänkar, som vanligtvis finns på antingen standardön eller andra speciella öar som kan köpas med spelvaluta. De andra slumpmässiga öarna (t.ex. "Hospital Island" eller NPC oljeriggar) har ingen arbetsbänk. Förutom fordonsarbetsbänkar har vissa öar arbetsbänkar som man kan bygga saker i och gör dem statiska, vilket betyder att de inte har någon flytfysik och inte kan röra sig. Detta tillåter spelare att skapa anpassade baser.